# Capela do Espírito Santo (Eiras)
A Capela do Espírito Santo, também referida como Capela do Sacramento, localiza-se em Eiras, na atual freguesia de Eiras e São Paulo de Frades, no Município de Coimbra, Distrito de Coimbra, em Portugal.
Erguida no centro da vila, teve relevante importância quando de sua construção, uma vez que se encontrava próximo da população, ao contrário da Igreja, que se situava fora da localidade.
Encontra-se classificada desde 1982 como Imóvel de Interesse Municipal.

## História
Esta capela foi fundada no último quartel do século XVI, embora só ficasse concluída na centúria seguinte. As obras iniciaram-se pela capela-mor e só mais tarde foi erguida a nave.
A sua origem está ligada ao culto do Espírito Santo, implementado pela Rainha Santa Isabel, de quem era muito devota, e que o difundiu, em especial na região centro do país, como testemunham as festividades em Eiras, Alenquer e Tomar (festas dos tabuleiros) e mais tarde nos Açores (festas do Santo Cristo).

## Características
Apresenta planta longitudinal composta, com articulação da nave e Capela-mor. O primeiro registo apresenta um portal de moldura recta, sem decoração, rematado por frontão triangular. Sobre este, no segundo registo, a janela do coro gradeada, encimada por um friso que remata o registo e a separa do superior. O remate da fachada, no terceiro registo, apresenta um frontão, que possui ao centro relevo inserido em moldura flanqueada por volutas, com representação de dois anjos ladeando a Sagrada Eucaristia. O conjunto possui ainda duas torres sineiras, rematadas por cruz.
Interiormente a nave possui dois arcos laterais, decorados por querubins, ou cabeças aladas, símbolos da perfeição espiritual, e pendurados. O espaço é coberto por abóbada repartida de três tramos, tendo um púlpito de pedra, elaborado já durante as campanhas de obras do século XVIII, que assenta sobre dois cachorros. O arco que separa a nave da capela-mor, semi-circular, apoia-se em pilastras. A capela-mor é coberta por abóbada de ogivas cruzadas, possuindo retábulo de pedra, elaborado na segunda metade do século XVI. Tem ainda dois pares de nichos sobrepostos, com imagens da Virgem e de S. João Evangelista, nos nichos de baixo, e dois anjos músicos, nos nichos cimeiros, rematando por uma representação da Santíssima Trindade.
No conjunto da Capela o Espírito Santo, destaca-se a decoração da fachada, onde são aplicados motivos decorativos geométricos de inspiração flamenga. A utilização destes modelos nórdicos, que seriam peças fundamentais para a modernidade da arquitectura maneirista, e que se tornaram numa corrente de vanguarda, em alternativa ao então emergente "estilo chão", demonstra uma actualidade de gosto, que com certeza deriva, da proximidade desta paróquia com a cidade de Coimbra.